# Cuspidaria hawaiensis
Cuspidaria hawaiensis is een tweekleppigensoort uit de familie van de Cuspidariidae. De wetenschappelijke naam van de soort werd voor het eerst geldig gepubliceerd in 1938 door Dall, Bartsch & Rehder.